# Alberenc
L'alberenc, albereny, abró, alberell o alberol (Leccinum duriusculum) és una espècie de fong de l'ordre dels boletals (Boletales). És un molleró comú, del grup dels mollerons alberencs, els mollerons que viuen vora àlbers o altres arbres propers.

## Morfologia
Els alberencs tenen el barret d'hemisfèric a convex; la superfície de color variable, de bru grisenc clar a fosc, amb tons bru vermellosos; de finament fibril·losa a molt finament esquamulosa, sempre llisa, sovint clivellada; el marge lleugerament excedent, enter, sense formar flocs.
Els tubs de blanquinosos a grisencs, brunencs al frec; els porus de blanquinosos a grisencs, brunencs al frec.
La cama és massissa, de la llargada del diàmetre del barret; cilíndrica però inflada al peu; de color blanc, més camusa cap el peu; amb aspres de grisencs a bruns o negres, poc evidents i reticulats a la part superior, més marcats cap el peu, sovint arrenglerats.
La carn del barret és blanquinosa al tall, ben aviat rosa salmó, bru rosaci i , al final, irregularment bru vinaci fosc; de blanquinosa a blau verdosa a la cama.

## Hàbitat
Creix des de la primavera a la tardor, vora trèmols (Populus tremula) i, menys sovint, àlbers (Populus alba) o pollancres (Populus nigra), sempre sobre sòls silicis.

## Comestibilitat
Comestible. La carn de la cama és massa fibrosa però el barret és excel·lent.